# Dendropanax arboreus
Dendropanax arboreus là một loài thực vật có hoa trong Họ Cuồng cuồng. Loài này được (L.) Decne. & Planch. mô tả khoa học đầu tiên năm 1854.